# Saint-Guilhem-le-Désert
Saint-Guilhem-le-Désert (Sant Guilhèm dau Desèrt en occitano) es un pequeño pueblo medieval y comuna francesa, situada en el departamento francés de Hérault y la región de Occitania, en el valle del río Verdus que desemboca en el río Hérault. Se encuentra en el camino de peregrinación de la ruta a Santiago de Compostela. 

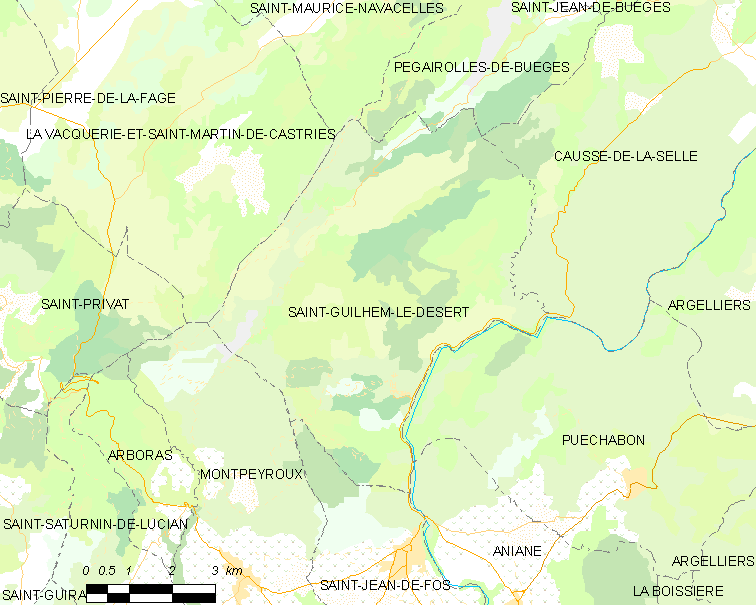
Mapa

El pueblo está clasificado con el sello de calidad de Los pueblos más bellos de Francia, Les plus beaux villages de France y como Grand site national de Francia. En 1840 la Abadía de Gellone fue declarada monumento histórico, restaurándose en gran parte, y en 1998 fue clasificado como Patrimonio de la humanidad por la Unesco como parte de los Caminos de Santiago en Francia. 
Sus habitantes reciben el gentilicio en idioma francés de Saint-Guillaumois.

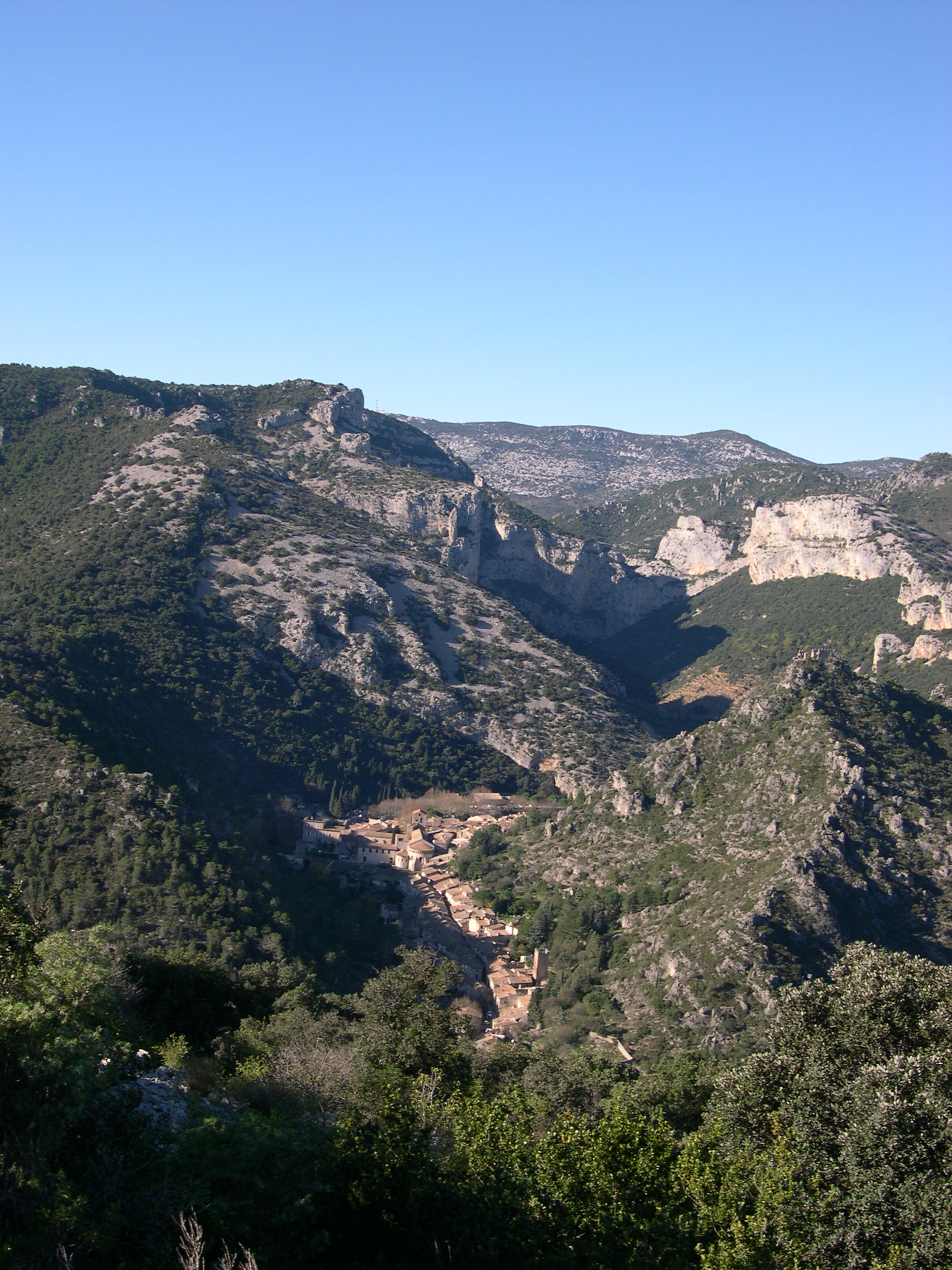
Vista de Saint-Guilhem-le-Desert en el valle de Gerolle.

## Historia
Saint-Guilhem-le-Désert fue fundado por Guillermo I de Tolosa, Guilhem en occitano o Guillaume en francés, Conde de Tolosa y Duque de Aquitania, primo de Carlomagno y nieto de Carlos Martel. Tras destacar como militar en numerosas campañas contra los sarracenos en las incursiones a Septimania, en el año 801 consiguió liberar Barcelona junto a las tropas de Luis el Piadoso, rey de Aquitania, convirtiéndola en la capital de la Marca hispánica y alcanzando así todos los honores. Tras este episodio decidió deponer las armas y, guiado por Benito de Aniane, fundó un monasterio prerrománico en la soledad del valle del Gellone, instaurando un culto popular, la veneración a la Vraie Croix, pertenencia de Carlomagno.
Tras su fallecimiento, en el año 812, sus gestas fueron loadas por trovadores y se forjó toda una leyenda a su alrededor, como gran señor feudal y como un santo a venerar, afirmándose el sentido espiritual e influyendo consecuentemente en considerar el monasterio fundado por Guilhem,  como uno de los más significativos lugares en la ruta del Camino de Santiago durante la Edad Media. Así, en el siglo XI se desarrolló la vila alrededor del monasterio, en la orilla izquierda del río Verdus.
En el siglo XII, el monasterio fue reformado construyéndose un nuevo claustro, y el lugar cambió de nombre, pasando de denominarse Guilhem de Gellone a Saint-Guilhem le Désert.
Las tomas de poder de los abades comendatarios del siglo XV y las Guerras de religión del siglo XVI influyeron en un declive del lugar, hasta que fue ocupado por la congregación de San Mauro en el siglo XVIII. Durante la Revolución francesa fue vendido como bien nacional, instalándose en las dependencias artesanos textiles (hilo) y curtidores, y despojándose el claustro de las esculturas, parte de las cuales se encuentran actualmente en el Museo de los Claustros, de Nueva York.

## Lugares y monumentos de interés

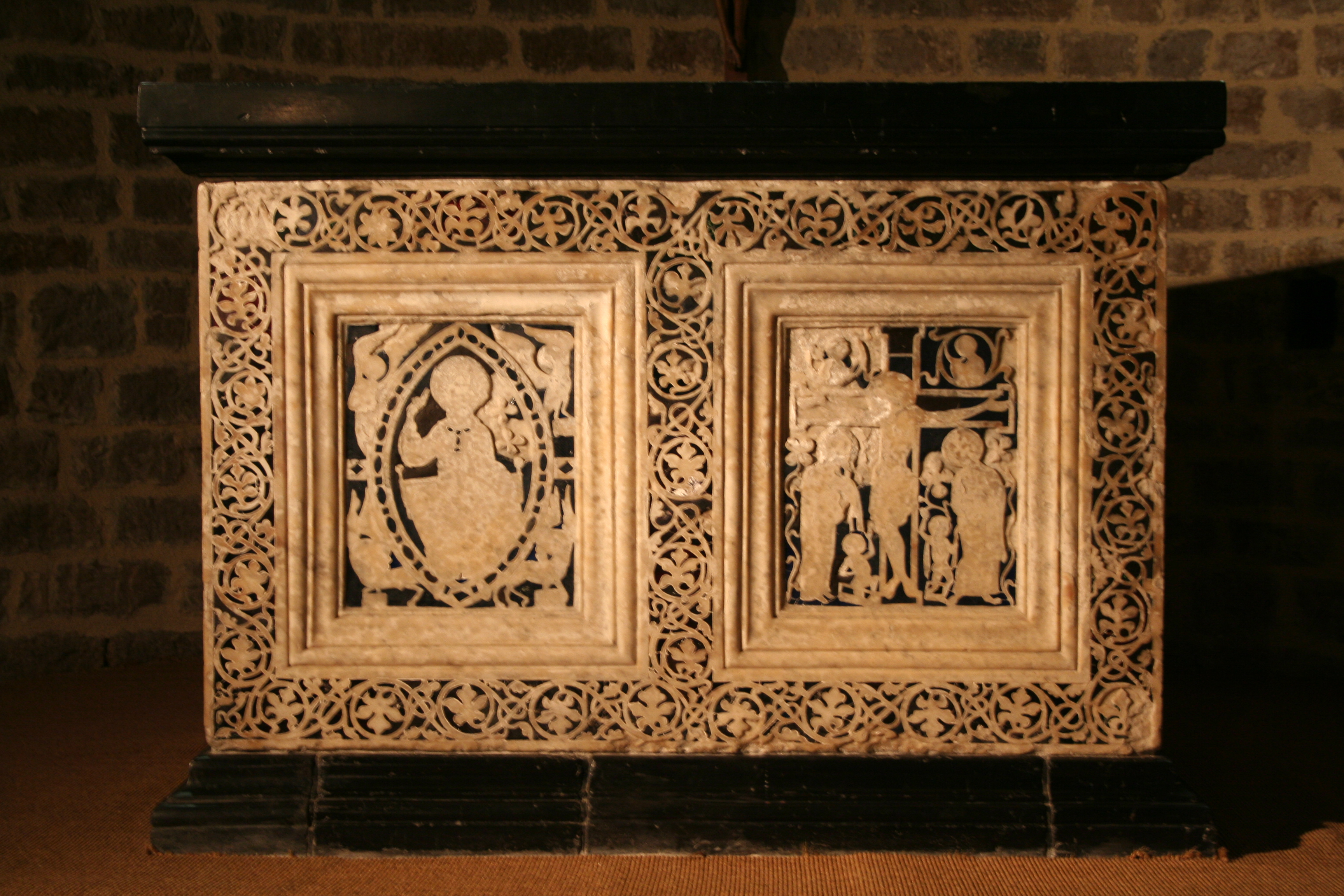
Altar de Guilhem.

- La Abadía de Gerolle, con su cripta prerrománica, claustro románico y órgano del año 1782 construido por el célebre constructor J.P. Cavaillé.
- Altar litúrgico de Guilhem, del siglo XII, esculpido en mármol blanco y negro.
- Reliquias de San Guilhem y la Vraie Croix de Carlomagno.
- La vila con numerosos vestigios románicos de sus orígenes del siglo XI, arcadas, trazados y renacentistas en ventanas y casas.
- La iglesia de Saint-Laurent, románica del siglo XI y la Tour des Prisons, torre medieval del siglo XII.
- El Castillo de Géant, de probable origen visigodo
- El Pont du Diable (Puente del diablo), construido en el año 1030 y con una leyenda forjada a su alrededor.
- Gruta subterránea de Clamouse

## Demografía
| 261 | 229 | 274 | 236 | 190 | 245 | 259 |
| Para los censos de 1962 a 1999 la población legal corresponde a la población sin duplicidades (Fuente: INSEE [Consultar]) |     |     |     |     |     |     |